# Dukljansko Kraljevstvo
Duklja, također i Dukljansko Kraljevstvo (crn. Дукљанско Краљевство, Краљевина Дукља; grč. Διοκλεία, Diokleia; lat. Doclea, Diocleia), bila je srednjovjekovna slavenska država koja se nalazila na području suvremene Crne Gore.
Prof. dr. Neven Budak navodi kako bizantski izvori ni susjedna slavenska plemena Dukljana (Neretvani, Zahumljani, Travunjani, Konavljani) ne ubrajaju u Srbe, a "u slučaju Duklje to je još jasnije".
Srpski povjesničar dr. Dragoslav Janković također navodi da je Duklja "najstarija crnogorska država".
Crnogorski povjesničar prava dr. Čedomir Bogićević piše da "moderna crnogorska država, sukcesor je historijski, pravni i kulturološki Duklje". Povjesničar crnogorske književnosti prof. dr Slobodan Kalezić navodi da je naslijeđe Duklje temelj crnogorske nacionalne kulture, uključujući i crnogorsku književnost.
Prof. dr. Slobodan Tomović piše kako npr. i Opštecrnogorski zbor "potječe iz dalekih vremena Dukljansko-zetskog perioda crnogorske povijesti". Na drugome mjestu, prof. Tomović piše: 
"Pleme ili savez plemena od koga su Crnogorci stvarno postali - Dukljani, kasnije Zećani u to vrijeme (9-12. st.) imaju isti politički i teritorijalni status kao Srbi i Hrvati".
I starije hrvatske kronike spominju državu Duklju kao zasebni entitet: "Prema tome prostirala se Duklja od Bara do Kotora uz more, a u unutrašnjosti do današnjih crnogorskih planina, koje su je odvajale od Srbije".
Pod dinastijom Vojislavljevića Duklja je doživjela uspon, ali i pad koncem 12. stoljeća.

## Etimologija
Duklja je slavenizirani naziv i potječe od naziva rimskoga grada Duklja, sada gradine u blizini suvremene Podgorice, te od ilirskoga plemena Dokleati koji su živjeli na području od Podgorice do današnjeg Nikšića.
Duklja se, također, etimologički izvodi iz starog indoeuropskog korijena - dhoukl, sa značenjem skrovit, taman, crn, te je očita semantička veza ovoga korijena s današnjim imenom Crne Gore.
Negdje od konca 12. stoljeća za ovo područje sve se više koristi naziv Zeta.

## Stanovništvo

### Slaveniziranje
Slavenski predci današnjih Crnogoraca i drugih narodnosti suvremene Crne Gore počevši od 6. stoljeća ovladavali su rimskom provincijom Prevalitanom, gradom Dukljom, planinama i ravnicom oko Skadarskoga jezera i dijelom obale Jadranskoga mora prihvaćajući ne samo kršćanstvo, već i etnik Dukljani.

### Etnogeneza
Najpoznatiji bizantski kroničar, car (945. – 959.) Konstantin Porfirogenet, u svome znamenitom djelu De administrando imperio - premda za sve okolne zemlje nabraja južnoslavenske narode, izrijekom Srbe ili Hrvate koji ih naseljavaju - za Duklju ne navodi da su je naselili ni Srbi ni Hrvati, naime spominje samo i jedino: Dukljane.
K. Porfirogenet,O Dukljanima i zemlji u kojoj sada obitavaju

### Dukljani
Dukljani su slavensko i/ili slavenizirano stanovništvo Duklje, prve crnogorske države, predci suvremenih Crnogoraca.
Za razliku od Porfirogeneta, te navoda N. Brijenija (Νικηφόρος Βρυέννιος)
, Kekvamena (Κεκαυμένος), najvećeg bizantskog pjesnika 12. st. T. Prodroma (Θεόδορος Πρόδρομος) itd., neki drugi manje pouzdani bizantski pisci ponekad izjednačavaju dukljanske vođe ili dio stanovništva Duklje s drugim Slavenima (Dukljani-Srbi i Dukljani-Hrvati), daju im pogrdna značenja (Dukljani-Dalmati, Dukljani-Tribali, Dukljani-Skiti)), treći zamjenjuju imena iz neznanja i komotnosti (Srbi koje neki i Hrvati nazivaju), a riječ je, kako primjećuje Pavle Mijović, samo i izrijekom o Dukljanama, četvrti koriste recidiv mode skitomanije (Neki skitski čovjek po imenu Vojislav), a peti pleonazam (Hrvati i Dukljani pobunivši se), a govori se i o ustanku makedonskih Slavena pod vodstvom tadašnjeg dukljanskog princa Bodina itd.
Dr. Špiro Kulišić utvrdio je kako još od najstarijih bizantskih izvora i kasnije nema spomena o tome da Srbi ili Hrvati u značajnijim skupinama naseljavaju područje u 11. st. oformljene Duklje (cit. u izvorniku):
Dr. Radoslav Rotković piše (cit. u izvorniku):
Dr. Neven Budak, razmatrajući krunidbu Mihaila, prvog kralja Duklje i činjenicu da je "zavladao susjednim sklavinijama" u svjetlosti etnika Dukljani, veli:

### Vjera
Po Ljetopisu popa Dukljaninu, Sv. Ćiril je, na proputovanju za Rim, preveo u kršćanstvo slavenskog kralja Svetopeleka. Uslijedilo je (citati na crnogorskom jeziku) "... veliko veselje i hrišćani, silazeći s planina i skrivenih mjesta, đe su se bili raspršili, počeše hvaliti i blagosiljati ime Gospoda".
Tada je, navodno, "Svetopelek odobrio hrišćanima koji se 'služahu latinskim jezikom' da se povrate u svoja mjesta i da obnove sela i gradove, porušene od pagana".
No, o svemu tome nema potvrde u drugim izvorima.
Konstantin Porfirogenet ističe prvenstvo Bizanta u širenju kršćanstva među Slavenima. On kaže da je još car Heraklije (610. – 641.) uputio misionare među Slavene. Na osnovu toga je inzistirano da južnoslavenske zemlje pripadaju bizantskoj ekumenskoj patrijaršiji iz Carigrada.
Kristijaniziranje Dukljana izgleda da je u potpunosti svršeno do 10. stoljeća:
Za vladavine Mihaila dukljanskom kneževinom došlo je do konačne šizme između Istočne i Zapadne crkve (1054. godine).
Rim i Carigrad sukobit će se oko crkvene supremacije. Katolički vjerski karakter Duklje ostat će nepromijenjen do kraja njezina postojanja kao nezavisne države (do 1186. – 1189. godine).
No nakon srpskog osvajanja Dukljanskoga kraljevstva, tijekom narednih stoljeća, uz nemale će otpore dominatnom vjerom postati pravoslavlje. Paradoks se očituje u činjenici da je Nemanja, raški veliki župan koji je predvodio Srbe u pohodu na Duklju - kao dijete oca-izbjeglice iz Raške - bio kršten upravo kao katolik u Duklji.

## Titule dukljanskih vladara
Dvojica najmoćnijih dukljanskih vladara, kraljevi Mihailo i Bodin, nosili su titule priznate i u Carigradu i u Rimu, općenito i u drugim zemljama i kod drugih naroda:
Michaeli Sclavorum Regi
Mihailo, kralj Slavena
Mihailo, protospatar
Regis Bodin gloriossimi
Bodin, veleslavni kralj
καὶ ἐζουσιαστ(η) Διοκλίας (καὶ) Σερβ(ίας)
Protosevast i eksusijast Duklje i Srbije
Цар на България Петър III
Car Bugarske Petar III.

## Simboli

### Grb Duklje
- Grb dinastije Vojislavljevića imao je zlatnu kosu lentu, s heraldičke lijeve u desnu stranu, koja je razdvajala dijagonalni izduženi štit. Zastupljene su boje crvena i zlatna, kojima se u heraldici simbolizira hrabrost i velikodušnost.[21]

Grb Vojislavljevića je povijesni temelj crnogorskog državnog grba.

## Dukljanska država prije Vojislavljevića

### Crvena Hrvatska
Ljetopis popa Dukljanina (Glava XI.), nastao koncem 12. stoljeća, donosi izvješće o razdiobi na Duvanjskom saboru 753. godine kojom je Duklja od druge polovice 8. stoljeća i kasnije jedno vrijeme bila dijelom Crvene Hrvatske, a koja se po tom izvoru prostirala od Duvna do Drača u Albaniji, no o svemu tome nema nikakve potvrde u bizantskim ili drugim referentnim povijesnim izvorima.

### Najraniji spomen dukljanske države
Tijekom 9. stoljeća Bizant je objedinio veći dio teritorija nekoć rimskih provincija Prevalitane i Novoga Epira u posebnu temu sa sjedištem u Draču.
No Duklja, po spisima Konstantina Porfirogeneta iz 10. stoljeća tada je izvan bizantskog i domašaja Dračke teme.
Izuzevši primorske gradove Bar i Ulcinj, Porfirogenet izvješćuje o slavenskoj arhontiji Duklji kao posebnoj sklaviniji koju naseljavaju Dukljani. U spisu De ceremoniis aulae byzantinae među stranim vladarima nalazio se i dukljanski arhont.

### Prvi dukljanski vladar
Arhont Petar prvi je neosporno utvrđeni vladar Duklje, no povjesnica nije točno utvrdila u kojem vremenskom razdoblju.
Iza njega je ostao pečat, koji se danas čuva u Berlinu, a na kojem piše:
- † ПЕТР АРХОNТ С ДИОКΛIA AМIN
- † PETAR ARHONT DUKLJE AMIN

Vjeruje se kako je Petrislav iz Ljetopisa popa Dukljanina zapravo Arhiont Petar i da je on otac Svetoga Vladimira.

### Sveti Vladimir
Sveti Vladimir je dukljanski knez i prvotni svetac. U Dukljanskoj crkvi je Vladimir u najmanju ruku bio blaženik (beatus, prvi stupanj svetosti) a Ljetopis popa Dukljanina tri puta spominje da je on i sveti (sanctus). Ima indicija da ga je kanonizirao, kao sveca tada jedinstvene Crkve, 1019. Carigradska patrijaršija.
Crnogorska povjesnica pretpostavlja da je Vladimir rođen oko 970. godine. Na samom koncu 10. st. Duklja se prostirala od Boke kotorske do rijeke Bojane. Vladimir je vladao i Duklji susjednim oblastima što Ivan Skilica opisuje kao Trimalijom i obližnjim oblastima Srbije. Skilica, općenito nenaklonjen Slavenima, kaže da je Vladimir bio čovjek pravičan i miroljubiv i pun vrline. Prema nekim povijesnim dokumentima prvi puta objavljenim 2001. – 2009. u zborniku Monumenta Montenegrina kojeg očekuje znanstveno verificiranje, Vladimirova je titula bila i kralj Dalmacije.
Bezuspješno je Vladimir nastojao sklopiti sporazum s Bizantom protivu cara Samuila. To je izazvalo bijes Samuilov, pa je 997. godine poslao vojsku na Duklju. Do sukoba je došlo na rijeci Bojani i Dukljani su poraženi. Vladimir je zarobljen i odveden u Samuilov dvor na Prespi.
Samuilova kćer, lijepa princeza Kosara, obratila se ocu za milost. Ona se zaljubila u dukljanskoga kneza i uz Samuilovu suglasnost Vladimir i Kosara ubrzo su se vjenčali.
Vladimir se vratio u Duklju i bio je Samuilov vazal. Nakon Samuilove smrti 1014. godine, novi makedonski vladar Vladislav odlučio je ukloniti Vladimira. Pozvao ga je u Prespu, a kao garanciju da mu se neće ništa dogoditi poslao je Vladimiru križ nad kojim se zakleo u svoju miroljubivost. I Vladimir je došao u Prespu.
No Vladislav je pogazio obećanje i dao je 22. svibnja 1016. godine pogubiti, sječom glave, dukljanskoga kneza Vladimira.
Mošti Vladimirove bijehu čudotvorne, te je Vladimir proglašen svetcem.
Na dukljanskom prijestolju zamijenio ga je Vojislav, utemeljitelj crnogorske dinastije Vojislavljevića. Vladimir je bio stric ili bratić Vojislavov.

## Neovisnost pod Vojislavljevićima
Vojislav, dukljanski knez, nakon što je 1042. godine potukao Bizantince i njihove raško-bosansko-humske vazale u bitci kod Bara, osamostalio je Duklju. Tome krupnom povijesnom događaju prethodile su burne godine.
Naime, 1035. godine je Vojislav bio nakratko osamostalio Duklju, no ona je već 1036. godine opet postala bizantskom provincijom, a Vojislava su odveli u Carigrad.
On odatle uspijeva pobjeći u Duklju gdje podiže ustanak, s Dukljanima napadajući Srbe i Tribale.
Bizantski kroničar Ivan Skilica (Ιωάννης Σκυλίτζης) o tome izvješćuje:

### Bitka kod Bara 1042.
Odlučujući sukob između Bizantinaca i Dukljana predvođenih Vojislavom bila je bitka kod Bara 6./7. listopada 1042. godine, na obroncima planine Rumije, na lokaciji sela Tuđemil.
Bizantici su, pod vodstvom Kursilija, u napad na Duklju uključili svoje vazale, iz Zahumlja Srbina Ljutovida, koji je imao titulu stratega Srbije, te župane Raške i Bosne i njihove postrojbe.
Kursilije je forsirao rijeku Bojanu, te se ulogorio kod Bara, gdje se nalazio i Vojislavov dvor Prapratna. Po bizantskom operacijskom planu, on je tu trebao sačekati raško-bosansko-humsku vojsku koja je trebala prodrijeti u Duklju dolinama Zete i Morače, kako bi zajedno napali glavninu dukljanske vojske koja se koncentrirala na prostoru Crmnice, između Bara i Skadarskoga jezera.
Vojislav je, skupa sa svojim sinovima, organizirao posjedanje bojišnice 6. listopada 1042. godine tijekom kojeg je nebom protutnjao komet što je bizantska vojska shvatila kao zlokoban signal.
U ponoć 6./7. listopada 1042. godine Dukljani su poduzeli napad po logorima bizantske vojske uz strahovitu vrisku i uz zvukove truba i rogova, što je paraliziralo Bizantince. Bez obzira na malo vjerojatan brojčani podatak o desetinama tisuća pobijenih Bizantinaca, nema sumnje da je, kod Bara, bizantska vojska bila masakrirana.
Istodobno je Gojislav, sin kneza Vojislava, kod Klobuka (blizu suvremenog Nikšića) predvodio dukljanske postrojbe i pobijedio kombiniranu raško-bosansko-humsku vojsku koja se kod Bara trebala spojiti s bizantskom.
Bizantski zapovjednik Kursilije teško je ranjen, no uspio je pobijeći. Dukljani su nastavili goniti bizantske postrojbe sve do rijeke Drima (u suvremenoj Albaniji).
Bizantska vlast Bitkom kod Bara bila je trajno zbačena i Duklja je postala neovisna.

### Kraljevstvo
- Dukljanska država za doba Bodina

Sin kneza Vojislava, Mihailo će najkasnije 1078. godine postati kralj.
Nasljednik Mihaila, njegov sin kralj Bodin, ovladao je i velikim dijelovima Raške, Bosne (koristeći građanski rat u Hrvatskoj nakon smrti kralja Zvonimira), Albanije, te okolicom Dubrovnika.

## Bodinova ekspanzija
Bodinov otac Mihailo imao je 11 sinova. Još kao mladić predvodio je Bodin Dukljane u bojevima, skupa s bratom Vladimirom. Godine 1072. pobijedio je Srbe i okupirao Rašku, a po naredbi je svoga oca (skupa s polubratom Petrislavom) pomogao makedonskim ustanicima (koje ondašnji izvori nazivaju "Bugarima") u Makedoniji protiv bizantske vojske. Doprili su do Niša, Podunavlja te Kosova. U Prizrenu ili Prištini Bodina su bugarsko-makedonski ustanici okrunili za svoga cara. No na koncu je zarobljen i odveden u Antiohiju, otkuda je uspio pobjeći 1078. godine.
Godine 1082. umire njegov otac, kralj Mihailo, pa ga Bodin nasljeđuje. No tome je prethodio obračun s Mihailovim bratom a Bodinovim stricem Radoslavom - on također je pretendirao na vladarski tron - koji je na kraju morao pobjeći u susjednu Travunju.
Godine 1083. i 1084. poduzeo je Bodin nove napade na Rašku, te je Srbe nanovo pokorio. Potom je nastavio osvajati na jugu, u Albaniji, gdje je 1085. godine od Normana, koji su bili u ratu s Bizantom, oteo Drač, no ubrzo ga je predao Bizanticima. Nakon smrti kralja Zvonimira (1089.) koristi građanski rat u Hrvatskoj kako bi zauzeo Vrhbosnu.
Za Bodinove je vladavine u Rimu je 8. siječnja 1089. godine izdata bula kojoj je Dukljanskoj crkvi potvrđen rang arhiepiskopata.
Između 1096. i 1097. godine kroz Dukljansko Kraljevstvo su prolazile postrojbe križara koje je Bodin gostio u svojoj prijestolnici - Skadru.

## Unutarnje borbe
Bodinov drugi stric Branislav, te njegovi sinovi Predihna, Petrislav, Dragilo, Tvrdislav, Grubeša i Gradihna, utemeljili su snažnu oporbu koja je kanila organizirati prevrat. Bodin je zarobio Branislava i dao ga baciti u tamnicu u Skadru a njegovi su sinovi uspjeli pobjeći u Dubrovnik.
Bodin je stoga poduzeo oružanu akciju protiv Dubrovčana u čemu mu je pomogla vojska njegova bosanskoga vazala Stipana. Dukljanska je vojska opsjedala Dubrovnik i na koncu su 1104. godine uspjeli u nakani: Dubrovnik je zauzet, a Bodinovi rođaci su protjerani, pa su neprijateljstva s Dubrovčanima svršena. Bodin je Dubrovčanima podigao jednu od utvrda i dao im je na upravljanje.
Bodin je umro 1108. godine, a od tada će moć Dukljanskoga Kraljevstva trajno opadati.
Naslijedio ga je Dobroslav, sin Mihaila i polubrat Bodina. Voljom je naroda izabran za kralja, no ubrzo je postao žrtva urote koju je ispleo raški župan Vukan koji ga je zatvorio. Pustio ga je na slobodu, ali je Dobroslava oslijepio njegov nasljednik na dukljanskom prijestolju, kralj Vladimir.
Novi kralj Duklje Vladimir, unuk Mihaila, surađivao s raškim županom Vukanom i bio eksponent raške struje u Duklji o kojoj izvješćuje i Ljetopis popa Dukljanina. Otrovan je 1113. godine po naređenju Bodinove žene kraljice Jakvinte.
Sin Bodinov, kralj Đorđe, vladao je iz dva puta, najprije od 1113. do 1118. godine, a onda u razdoblju od 1125. do 1131. godine. Glavni mu je rival bio Grubeša, koji je zbacio Đorđa s prijestolja te vladao Dukljom od 1118. do 1125. godine. Đorđe se sklonio u Rašku, sklopio savezništvo sa Srbima, napao Grubišu te ga u jednom takvom boju kod Bara i ubio.
Bizant je iskoristio unutarnje borbe, pa je, uz pomoć Srba (koji su sada kao njihovi vazali nastupili protiv kralja Đorđa) 1131. godine poduzet vojni napad na Duklju u kojem je zauzeta prijestolnica Skadar, uhićen Đorđa i odveden u Carigrad gdje je i umro.
Nakon svgravanja Đorđa, Gradihna (Gradinja), brat 1125. godine ubijenog Grubeše, postavljen kao bizantski vazal, novi je dukljanski kralj.
Ljetopis popa Dukljanina izvješćuje da je sukob s kraljem Đorđem prouzročio brojnu emigraciju, no Gradihna je bio blag, krotak, milosrdan, zaštitnik udovica i siročadi. Dalje Ljetopis opisuje da je podnio kralj Gradinja u danima svoga vladanja mnoge prevare i nepravde od rđavih ljudi, ali ga je od svega Bog izbavio. Umro je 1142. godine.
Radoslav je kao knez, naslijedio prijestolje do svoga oca kralja Gradihne. Za razliku od njega i svih ostalih Vojislavljevića od doba Mihaila, Radoslav nije nosio titulu kralja, što bjelodano svjedoči o dezintegraciji moći Dukljanskoga kraljevstva. Na prijestolje je postavljen uz suglasnost bizantskoga cara Manuela (Manojla) I. Komnena.
Skupa sa svojom braćom Jovanom i Vladimirom pokušao je Radoslav organizirati oružani otpor srpskim napadima koje je predvodio župan Raške Uroš II. Primislav (vladao 1145. – 1162.) te njegov sin Desa (srpski župan 1162. – 1165.).
Za njegove vladavine Srbi su već formulirali svoje ambicije da unište Dukljansko kraljevstvo:
Njegov sin i nasljednik knez Mihailo III., vladar od 1163. do 1186. godine, potporu je pred navalom Srba, čiji je predvoditelj bio Stefan Nemanja, pokušao pronaći u Bizantu. Do 1186. – 1189. to mu je donekle i polazilo za rukom, no te je godine Nemanja potpuno pokorio dukljansku državu. O Mihailu III. nema pouzdanih podataka - ne zna se je li ubijen u tom srpskom naletu ili je uspio pobjeći ili je još ranije umro.

## Slom
- Smrću bizantskoga cara Manuela I. dukljanska je država izgubila posljednju potporu obrane od naleta Srba
- Srpski župan Nemanja 1186.-1189. razorio je dukljanske gradove "i pretvori slavu njihovu u pustoš"

Dukljansku je državu, desetljećima razdiranu unutarnjim sukobima, srpski župan Nemanja konačno 1186. – 1189. godine pokorio, porušivši - osim Kotora - sve druge dukljanske gradove.
Smrću bizantskoga cara Manuela I. Komnena (1180. godine), Mihailo III., dukljanski knez, izgubio je posljednju potporu obrane od naleta Srba.
Srpski župan Stefan Nemanja početkom 1080-ih uništio je bizantske ciljeve u dolini Morave te u Makedoniji i Kosovu, pa se ustremio na Duklju.
No još prema izvješću koje je oko 1080. godine kanoniku Splitske nadbiskupije uputio poglavar Dukljanske crkve Grgur Barski, između grada Bara i Nemanje došlo je do velike razmirice. Nemanja je tražio od Bara 800 perpera, koje Bar nema, jer su polja oko Bara opustošena. Grgur Barski kaže:
Nemanjin sin, prvi srpski kralj Stefan Prvovjenčani, u spisu o svom ocu Žitje. Sv. Simeona, izvješćuje da Nemanja "povrati Dioklitiju i Dalmaciju", rušeći "Danj grad, Sardoniki grad, Drivast, Rosaf grad zvani Skadar, grad Svač, grad Ulcinj, grad slavni Bar".
Dukljanska kneginja Desislava, žena posljednjeg kneza neovisne dukljanske države Mihaila III., do 1189. godine je pred naletom Srba izbjegla u Dubrovnik.
U pratnji Desislave izbjegli su i arhiepiskop Dukljanske crkve Grgur Barski, župan Černeh i Crenik, Grdomil i drugo dukljansko plemstvo.

### Komentar
Kako primjećuje austrijski povjesničar i slavist S. Hafner, sinovi velikog župana Nemanje - koga su Srbi kanonizirali kao Sv. Simeona "Mirotočivog" - Rastko Nemanjić i Stefan Prvovjenačni, utemljeitelj Srpske crkve i prvi srpski kralj, svim su raspoloživim sredstvima državne i vjerske promidžbe suprotstavili ukorijenjenoj državnoj, kulturnoj i dinastičkoj misli Zete" (tako nominira Duklju - op.a.).
Ističući antagoniziranost Zete i Raške on, nadalje, kaže da se time može donekle, a možda i u cjelosti, objasniti prešutkivanje imena svih dukljanskih vladara u srpskoj književnosti i Povijest historiografiji srednjega vijeka.
Kao dokaz nadmoći dukljanske kulture S. Hafner navodi Ljetopis popa Dukljanina i Miroslavljevo evanđelje, dva najpoznatija kulturna spomenika Zete, koji se mogu mjeriti sa sličnim europskim spomenicima.

## Vladari iz dinastije Vojislavljevića
- Vojislav, dukljanski knez (Sveti Vladimir mu je bio stric ili bratić) vladao od 1018. do 1043., osamostalio Duklju.

- Neda, nećaka bugarskoga cara Samuila i žena kneza Vojislava. Nakon njegove smrti 1043. vladala sa sinovima kao "kraljica". Umrla vjerojatno 1045. godine.
- Mihailo, dukljanski kralj, vladao od 1046. do 1081., dobio kraljevske oznake najkasnije 1077. godine.
- Bodin, dukljanski kralj, vladao od 1082. do 1108. godine.
- Mihailo II., dukljanski kralj, naslijedio oca Bodina nakon njegove smrti 1108. godine, no ubrzo svrgnut.
- Dobroslav, dukljanski kralj, sin Mihaila i polubrat Bodina, voljom naroda izabran za kralja, žrtva urote koju je ispleo raški župan Vukan, oslijepljen.
- Vladimir, dukljanski kralj, unuk Mihaila, surađivao s raškim županom Vukanom i bio eksponent raške struje, otrovan 1118. po naređenju Bodinove udove.
- Đorđe, Bodinov sin, u dva je navrata dukljanski kralj, najprije od 1113. do 1118. a onda u razdoblju od 1125. do 1131. godine. Sa svojom majkom Jakvintom pokušao obnoviti slavu i nezavisnost Bodinove države.
- Grubeša, dukljanski kralj, sin kneza Branislava, vladao od 1118. do 1125. kao bizantski vazal, pogunuo.
- Gradihna (Gradinja), dukljanski kralj, vladao od 1131. do 1141. godine, sin kneza Branislava, za kralja postavljen kao bizantski vazal.

- Radoslav, dukljanski knez, naslijedio prijestolje do oca kralja Gradihne, no za razliku od njega i svih ostalih Vojislavljevića od doba Mihaila, Radoslav nije nosio titulu kralja. Pokušao je organizirati oružani otpor srpskim napadima.
- Mihailo III., sin i nasljednik kneza Radoslava, vladao od 1163. do 1186. godine. Potporu da se pred navalom Srba pokušao pronaći u Bizantu.

### Povelje dukljanskih vladara
Povelje i isprave, premda ih je samo mali broj sačuvan u izvorniku ili prijepisu, važni su izvori za osvjetljavanje razdoblja Vojsilavljevića, dukljanske i cjelokupne crnogorske povijesti:
- nedatirano, Povelja kralja Radoslava (Mihailovog brata), kojom osniva samostan na Balemu;
- 1100. godine, Povelja kralja Bodina, kojom daruje benediktinskom samostan na Lokrumu crkvu Sv. Martina u Šumetu;[33]
- 1114. godine, Povelja sudije Grda, za vrijeme vladavine dukljanskog kralja Đorđa, kojom ponovo dosuđuje crkvu Sv. Martina u Šumetu benediktinskom samostanu na Lokrumu;[34]
- 1115. godine, Povelja dukljanskog kralja Đorđa, kojom potvrđuje crkvu Sv. Martina u Šumetu benediktinskom samostanu na Lokrumu;[35]
- 1151. godine, Isprave Dese, kneza Duklje, Travunije i Zahumlja, njih ukupno dvije, kojima samostanu Sv. Marije u Pulsanu u Apuliji (ogranku benediktinskog reda) daruje otok Mljet. Te se povelje nalaze u Dubrovačkom arhivu. Desa se potpisuje dux Dioclie (dux je crnogorska vladarska tutula, u rangu vojvode);
- 1189. godine, Povelja dukljanske knjeginje Desislave, žene kneza Mihaila III., kojom je ona, izgubivši vlast u Duklji i našavši se u Dubrovniku, ustupila Dubrovačkoj općini dva svoja broda.[36] Desislava je ujedno i posljednji vladar Duklje iz stare dinastije. Povelju je u Dubrovniku napisao dubrovački pisar. U pratnji Desislave, prispjele u Dubrovnik, bili su arhiepiskop Barski Grgur, župan Černeh i Crenik, kaznac Grdomil i drugo dukljansko plemstvo;
- 1193. godine, Povelja kojom Đuraš, sin Andrijin, vraća crkvi Sv. Martina u Šumetu otetu zemlju, a u kojoj se poziva na nekadašnju dukljansku knjeginju Desislavu, ženu kneza Mihaila.

### Bodinov pečat
Olovni pečat dukljanskoga kralja Bodina pronađen je u Arheološkom muzeju u Istanbulu, a znanstvenoj javnosti predstavljen je 2008. godine.
Otkriće predstavlja prvorazredni događaj za proučavanje crnogorske medijevalistike, sfragistike i uopće cjelokupne crnogorske nacionalne povijesti.
Na licu (aversu) pečata nalazi se poprsje Svetoga Teodora koji u desnoj ruci drži koplje, a u lijevoj štit, u čijem je središtu prikazan biser od kojega se prema rubovima štita šire zraci.
Djelomično oštećeni kružni natpis na aversu i naličju (reversu) pečata na grčkome jeziku glasi:
Konstantin, protosevast i eksusijast Duklje i Srbije
U izvorniku:
καὶ ἐζουσιαστ(η) Διοκλίας (καὶ) Σερβ(ίας)

### Pečat kralja Đorđa
Pečat kralja Đorđa potječe iz prve polovice 12. st., dok on još nije bio vladar Dukljanskoga Kraljevstva.
Đorđe je bio vladar u dva navrata, najprije od 1113. do 1118. godine, a onda u razdoblju od 1125. do 1131. godine.
Na prednjoj strani pečata je latinski natpis:
Geor(gius) regis Bodini fili
u prijevodu
Knez Đorđe, Bodinov sin.
Na zadnjoj strani pečata je prikazan Sv. Đorđe s grčkim natpisom:
'ό ἅγιος Γεώργι(ο)ς'.
Otkriće pečata je 1938. godine predstavio bugarski znanstvenik T. Gerasimov.

## Dukljanska crkva
Arhiepiskopsko sjedište Dukljanske crkve bilo je u gradu Baru.
Arhiepiskopija je nominacija koja potječe iz razdoblja prije šizme i zadržala se u rimokatoličkoj crkvi stanovito vrijeme nakon nje - u rangu je s arhidijecezom ili metropolijom. Specifična titula poglavara Dukljanske crkve splet je političkih, crkvenih i kulturnih odnosa - nastalih kao rezultat višestoljetne supremacije Bizanta na dukljanskom teritoriju.
I koncem 12. stoljeća sjedište Dukljanske crkve je bilo u gradu Baru. Tada je vjerojatno i napisan znameniti Ljetopis popa Dukljanina, koji započinje riječima (citati na crnogorskom):
Njezin prvi poglavar bio je Petar I., arhiepiskop dukljanski i nadbiskup barski.

### Kontroverzno priznanje iz 1067. godine
- Papa Aleksandar II., 1067. godine u spornoj buli priznao je Dukljansku crkvu
- Papa Grgur VII. najavio je 1078. godine u pismu kralju Mihailu priznanje Dukljanske crkve
- Protupapa Klement III. (na crtežu u sredini) priznao je 1089. godine Dukljansku crkvu

Još u buli pape Aleksandra II. iz 1067. godine Dukljanska crkva tretira se kao arhiepiskopija.
No Grgur VII., premda 1078. godine u svojoj buli Mihaila uvršćuje i u red "požrtvovanih prijatelja svete crkve", tek nagovješćuje konstituiranje Dukljanske crkve koja je, u buli pape Aleksandra II. iz 1067. godine, već bila uspostavljena.
Naime, Grgur VII. u buli veli da tek od Mihaila očekuje, preko izaslanika, izvješće o ispitivanju glede
Ipak, dio južnoslavenskih latinista drži da je bula iz 1067. godine pape Aleksandra II. posve autentična (čak da je ona prijepis istovjetne starije bule iz 1062. godine), no drugi inzistiraju da je u pitanju krivotvorina.

### Priznanje iz 1089. godine
Konačno je u Rimu 8. siječnja 1089. godine, za vladavine kralja Bodina, izdana bula kojom je čelnom barskom prelatu potvrđeno arhiepiskopstvo i status Dukljanske crkve u cijelosti, te ustanovljena Barska nadbiskupija.
Protupapa Klement III. istom je bulom potvrdio Bodinu kraljevsku titulu njegova oca Mihaila.

### Titula poglavara Dukljanske crkve
Službena titula poglavara Dukljanske crkve u papskim bulama je glasila:
Archiepiscopus diocliensis atque antibarensis ecclesiae (1067. godine)
Petro, Doclensis sedis arhiepiscopo (1089. godine)
sancte Dioclitane atque Antibarensis ecclesiae archiepiscopo (1121. godine)

### Biskupije podređene arhiepiskopu dukljanskom
Dukljanska crkva je imala sufraganstvo nad biskupijama barskom, kotorskom, ulcinjskom, svačkom, skadarskom, drivastskom, polatskom, srpskom, bosanskom i travunjskom.

## Dukljanska kultura
Pisac znamenitoga Ljetopisa popa Dukljanina na početku ističe da je njegov izvornik bio sastavljen na slavenskom. Već bi i samo postojanje takva historiografskog djela - koje je vjerojatno trajno uništeno nakon srpske okupacije Duklje - svjedočilo o visokoj razini pismenosti u Duklji.
Slavensko je sigurno bilo Žitije sv. Vladimira, koje Ljetopis u nama poznatoj formi donosi samo u skraćenoj verziji, a koje izravno ilustrira dosege dukljanske književnosti u 11. stoljeću.
Da je Žitije sv. Vladimira, ili slavenizirano Vita Sancti Vladimiri, svakako bilo napisano, mišljenja je i srpski znanstvenik N. Banašević. Ljetopis izvješćuje da je nakon pogubljenja Vladimirovo tijelo preneseno u Duklju uz najsvečanije počasti koje crkva priređuje "pjevanjem himni i pohvala". N. Banašević kaže:
Također su slavenska i žitija Sv. Ćirila i Metoda, kojima se autor Ljetopisa služio. Naime, izričito navodi Liber Methodius, još jednu slavensku knjigu koja se odnosila na zakonodavnu djelatnost vladara, a koja bi se, po nekim autorima, mogla poistovjetiti s Metodovim prijevodom Nomokanona.

### Književnost
- Ljetopis popa Dukljanina
- Miroslavljevo evanđelje

Od sredine 9. stoljeća na teritoriju sadašnjeg crnogorskog primorskog pojasa utemeljuje se veliki broj benediktinskih samostana. Dok su tragovi latinske i grčke pismenosti dukljanskoga razdoblja djelomično očuvani, o pismenosti na slavenskome jeziku postoje samo posredna svjedočanstva.
Pretpostavka je da se na tetiroriju dukljanske države početkom 11. stoljeća glagoljska pismenost mogla razviti pod utjecajem snažnoga centra slavenske pismenosti u Ohridu.
Uz Skadarsko jezero razvija se književna djelatnost. Centar te djelatnosti bio je dvor i crkveno središte Prečista Krajinska.
Na osnovu sačuvane rukopisne građe sa sigurnošću se može utvrditi da je poslije pada Dukljanskoga kraljevstva pod vlast Srbije, tijekom 13. stoljeća došlo do dominantne uporabe starocrkvenoslavenskoga jezika i ćirilice.
Važniji starocrnogorski književni spomenici iz toga razdoblja:
- Andreacijeva povelja, iz početka 9.st.;
- Barski epitafi, 9.st., pisani u leoninskim heksametrima;
- Legenda o Vladimiru i Kosari, iz 11.st., hagiografski zapis nepoznatog Zećanina, djelomično objavljen Glavi XXXVI. kronike Ljetopis popa Dukljanina;
- Povelje dukljanskih vladara,  akti dukljanskih kraljeva i plemstva 11. i 12. st.
- Ljetopis popa Dukljanina, vjerojatno s konca 12. st.
- Miroslavljevo evanđelje, kojeg je s konca 12. st. za crkvu u Bijelome Polju prepisao Varsameleons a manjim dijelom dopunio Grigorije Dijak.

### Kultovi Duklje
- Sveti Đorđe, mogući zaštitnik dinastije Vojislavljevića
- Najmanje 15 crkava i manastira u jezgri Duklje je bilo posvećeno Sv. Sergiju i Vakhu

- Sveti Đorđe je bio jedan od najštovanijih kultova među Dukljanima. Od sredine 11. st. je katedrala u gradu Baru posvećena je Sv. Đorđu, također i crkva u suvremenoj Podgorici utemeljena još u dukljanskom razdoblju. Najstarija je katedrala u Kotoru bila prvotno posvećena Sv. Đorđu.[45] Pečat dukljanskoga kralja Đorđa iz prve polovice 12. st., na čijem je reversu (naličju) prikazan Sv. Đorđe s grčkim natpisom ό ἅγιος Γεώργι(ο)ς, podupire pretpostavku da je, što se tiče same obitelji Vojislavljevića, upravo taj svetac bio zaštitnik njihove dinastije.
- Sveti Sergije i Vakh su poštovani u mjeri da je u zemljopisnoj jezgri dukljanske države, prema dosad obavljenim istraživanjima, najmanje 15 crkava i manastira bilo posvećeno ovim svetiteljima.[45] Neki Vojislavljevići su pokopani u Prapratni, opatiji posvećenoj Sv. Sergiju i Vakhu.

## Neka dukljanska središta i gradovi
- Prečista Krajinska je bila grad, utvrda, dvor i crkveno središte na jugozapadnoj obali Skadarskoga jezera. Prvi puta se Prečista Krajinska u sačuvanim izvorima spominje u Ljetopisu popa Dukljanina, kada je koncem 10. st. u njoj pokopan Petrislav, otac Svetoga Vladimira. Početkom 11. st. Prečista Krajinska je dvor kneza Vladimira. U njezinoj crkvi Sv. Marije, kojoj je ktitorka Vladimirova žena Kosara, preneseno je njegovo tijelo iz Prespe 1019. godine.[42] Glagoljska pismenost se preko književne i prepisivačke djelatnosti u Duklji proširila u 11. st. iz Prečiste Krajinske.

- Prapratna  je prijestolnica i župa za doba Dukljanskoga kraljevstva, između Bara i Ulcinja. Glava XXXVIII. Ljetopisa popa Dukljanina spominje da je ona postojala za vrijeme kneza Vojislava, koji je i pokopan 1043. godine u dvorskoj kapeli Svetoga Andrije u Prapratni. Ivana Skilice piše da je Mihailo u Prapratni imao dvor.

- Svač je srednjovjekovni grad i utvrda, nastao je u najranijem razdoblju povijesti dukljanske države. Najnovija istraživanja Svača, koja su napravili crnogorski arheolozi, dovela su do procjene kako je utvrda u jednom razdoblju možda bila sjedište države Vojislavljevića, prvotne crnogorske narodne dinastije. Kao sjedište episkopije (Dioecesis Suacinensis) spominje se u 8. st. Svač je bio okružen zidovima s kulama. Platformu grada znanstvenici procjenjuju na oko 6 ha. Prema legendi, imao je crkava koliko u godini dana. U stvarnosti, do konca 2012. godine, crnogorski arheolozi su pronašli 15 crkava, no vjeruje se kako ih ima još.[49]

- Grad Duklja (lat Doclea) najznačajnije je urbano središte za rimskoga razdoblja na području suvremene Crne Gore, u okolici Podgorice, u okviru provincije Prevalis. Ljetopis popa Dukljanina, nastao koncem 12. st., izvješćuje da se u Duklji okrunjuju posljednji kraljevi iz prve povijesne crnogorske dinastije Vojislavljevića. Pozornost svjetske javnosti pobudilo je otkriće ranokršćanske Podgoričke čaše 1873. u Duklji koja se danas nalazi u Ermitažu u Sankt Peterburgu.[50]

## Zanimljivosti
- I nakon razdoblja Crvene Hrvatske, u Duklji su, ne samo u Boki kotorskoj i dijelu suvremenog Crnogorskog primorja, živjele skupine Hrvata.
- Bizantski vojskovođa i kroničar Nikefor Brijenije (Νικηφόρος Βρυέννιος) bilježi kako je od 1072. do 1075. godine Bodin, po naredbi svoga oca dukljanskoga kralja Mihaila, predvodio vojsku od Dukljana i Hrvata (u grčkom izvorniku Dioclenses et Chorobatos) kao pomoć slavenskim ustanicima na Balkanu, te kako je ta vojska "zlostavljala Ilirik".[12]